# Distretto di Mandritsara
Il distretto di Mandritsara è un distretto del Madagascar situato nella regione di Sofia. Ha per capoluogo la città di Mandritsara.
La popolazione del distretto è di 240 658 abitanti (censimento 2011).